# Maison des droits de l'homme et du citoyen de Tizi Ouzou
La Maison des droits de l'homme et du citoyen Tizi Ouzou (MDHC-Tizi Ouzou) est une structure de défense et de promotion des droits humains. La MDHC-Tizi Ouzou œuvre sous la couverture légale de Ligue algérienne pour la défense des droits de l'homme dont elle dépend.

## Création
Si la Ligue algérienne pour la défense des droits de l'homme a obtenu son agrément en juillet 1989 après l'adoption par référendum de la nouvelle Constitution algérienne au cours de la même année, il n’est pas sans intérêt de rappeler que la demande d’agrément, elle, a été déposée auprès du ministère de l’intérieur dès 1985, année de sa création. En guise de réponse, les autorités algériennes ont répondu par l’arrestation et la condamnation en décembre 1985, d’un nombre important des membres de son comité directeur.
Quant à la MDHC-Tizi Ouzou créée dans le début des années 1990, celle-ci a été arrachée grâce à la mobilisation d’un certain nombre de militants des Droits de l'homme regroupés autour de Me Hocine Zahouane, alors vice-président de la LADDH.

## Pourquoi  la création d’une telle structure?
Partant de l’idée que la dénonciation ne peut à elle seule suffire à changer la situation des droits humains en Algérie, des militants ont pensé à la création de cette structure pour organiser des activités à même d’enraciner la culture des droits humains par une formation continue, la vulgarisation de textes fondamentaux des Droits de l'homme et la sensibilisation à l’importance de l’exercice de la Citoyenneté.

## Actions
La MDHC-Tizi Ouzou se veut d’abord un espace de rencontres et de formation de militants des droits humains et ensuite, un centre de documentation ouvert au public et au profil de celui-ci. Dans ce cadre, des séminaires, des cafés philosophiques, des projections de films…sur la thématique des Droits de l'homme y sont régulièrement organisés et suivis par des militants et cadres associatifs.
Parallèlement à ces activités, la MDHC-Tizi Ouzou assure gracieusement depuis l’année 2009 des consultations juridiques et anime des campagnes de sensibilisation en droits humains en milieu rural tout comme elle n’omet pas de célébrer les dates anniversaires comme celle de la Déclaration universelle des droits de l'homme, la Journée internationale des droits de la femme, la Convention relative aux droits de l'enfant.
Il va sans dire qu’en tant qu’organisation de la Société civile, la MDHC-Tizi Ouzou met tous ses moyens, le savoir-faire de ses militants au service du mouvement associatif en œuvrant notamment à la mise en lien des associations afin de permettre une collaboration efficace avec les institutions publiques tant nationales que locales.

## Gouvernance
La MDHC-Tizi Ouzou est « présidée » par M. Arezki Abboute, un des membres fondateurs de la LADDH (1985 ) et un des détenus d'avril 1980.